# Rákoskeresztúr
Rákoskeresztúr (deutsch: Gerersdorf) ist ein Stadtteil der ungarischen Hauptstadt Budapest. Er liegt im östlich gelegenen Bezirk Rákosmente (= Bezirk XVII) der Stadt. Im Jahr 1950 wurde Rákoskeresztúr eingemeindet.

## Söhne und Töchter
- László Rédei (1900–1980), Mathematiker, der sich mit Algebra (insbesondere Gruppentheorie und Theorie der Halbgruppen) und algebraischer Zahlentheorie beschäftigte